# علیرضا نوری‌زاده
سید علیرضا نوری‌زاده (زادهٔ ۳ تیر ۱۳۲۸ در تهران) روزنامه‌نگار، شاعر، نویسنده، مجری تلویزیونی و کارشناس مسائل سیاسی ایران و خاورمیانه است. نوری‌زاده رئیس «مرکز مطالعات عربی ایرانی» در لندن، خبرنگار دویچه وله، نویسندهٔ الشرق الاوسط و مدیر شبکه تلویزیونی ایران فردا است.
او کار نویسندگی را از نوجوانی با شعر و قصه و ترجمه سروده‌های شاعران معاصر عرب آغاز کرد. در آغاز ورود به دانشکده حقوق دانشگاه تهران به مجله فردوسی پیوست و پس از آن به معاونت سردبیری آن مجله درآمد.
وی در دوره‌ای با گاهنامه‌های ادبی و هنری مانند آرش همکاری داشت و در سال ۱۳۵۲ برای ادامه تحصیل به انگلستان رفت. پس از دریافت دکترا در رشته جامعه‌شناسی سیاسی از دانشگاه لندن به ایران بازگشت و در سمت دبیر سیاسی روزنامه اطلاعات مشغول به کار شد. وی پس از بسته‌شدن روزنامه‌ها  ناچار به ترک دوباره ایران شد و به انگلستان بازگشت. او در کنار فعالیت‌های روزنامه‌نگاری، سردبیری ماهنامه عرب‌زبان الموجز را در مرکز پژوهش‌های ایران و اعراب برعهده دارد. او همچنین مجری برنامه پنجره‌ای رو به خانه پدری در شبکه ایران فردا است.

## زندگی حرفه‌ای
علیرضا نوری‌زاده در هنگام انقلاب ۱۳۵۷ خورشیدی، دبیر سیاسی روزنامهٔ اطلاعات بود. وی اکنون در لندن زندگی می‌کند و با الشرق الاوسط و صدای آمریکا همکاری دارد.
علیرضا نوری‌زاده هم چنین اجرای برنامه‌ای به نام «پنجره‌ای رو به خانه پدری» را در شبکه تلویزیونی ایران فردا در دست دارد. وی به غیر از زبان فارسی، به انگلیسی و عربی نیز مسلط است.
علیرضا نوری‌زاده هر ماهه (دوبار) با حضور در برنامه «دو روز اول» و در روزهای جمعه هر هفته، با حضور در برنامه تفسیر خبر در شبکه تلویزیونی ایران فردا به شرح رخدادهای هر ماه و هر هفته ایران می‌پردازد.
وی همچنین نویسنده مجموعه کتاب‌هایی دربارهٔ قتل‌های زنجیره‌ای است. به گفته مسعود مافان، مدیر نشر باران در سوئد، کتاب‌های نوری زاده از کتاب‌های پرفروش خارج کشور بوده است. داوود نعمتی مدیر نشر نیما در آلمان، کتاب‌های نوری‌زاده در این زمینه مانند «سونای زعفرانیه» و «فلاحیان مردی برای تمام فصول» را از کتاب‌های پرفروش دانسته است.

## دیدگاه‌ها

### کاندیداتوری میرحسین موسوی
نوری زاده در تحلیلی پیش از انتخابات ریاست جمهوری سال ۱۳۸۸ حضور میرحسین موسوی را توطئه‌ای از سوی حاکمیت دانست و حضور او و مهدی کروبی را دلیلی برای داغ کردن انتخابات اعلام کرد. چند ماه بعد از این تحلیل و زمانی که جنبش سبز به یک حرکت اعتراضی مهم بدل شده بود موضع‌گیری پیشین خود را اشتباه دانست.

## انتقادات
- علیرضا نوری‌زاده در مورد مسائل و رخ‌دادهای سیاسی و امنیتی ایران و جهان به بررسی و اظهار نظر پرداخته است که در همین باره برخی منتقدان او را به عدم پایبندی به واقعیت متهم می‌کنند. مانند ایرج مصداقی که در مقاله‌ای با عنوان «نوری‌زاده، بانک مرکزی جعلیات و عصاره ژورنالیسم بی‌اعتبار» با ذکر مواردی از نوشته‌های نوری‌زاده، او را به دروغ‌پردازی متهم می‌کند و داستان مورد ادعای نوری‌زاده در باب دار زدن فرخ‌رو پارسا را که در تاریخ ۴ تیر ۱۳۵۸ در مجلهٔ امید ایران چاپ شد را ساختگی و جعلی دانسته و دلایلی برای آن ذکر می‌کند. نوری‌زاده در گفتگویی با بی‌بی‌سی فارسی به این انتقادات پاسخ داده است.[۱۴]
- پس از فرار حمیدرضا ذاکری یک مأمور اخراجی سطح پایین سازمان زندان‌ها به جمهوری آذربایجان در سال ۲۰۰۱، که خود را مأمور اطلاعاتی ایران معرفی می‌کرد، نوری‌زاده ضمن معرفی ذاکری، با او به مصاحبه پرداخت. سرویس‌های امنیتی آلمان و اف‌بی‌آی ذاکری را فردی دروغ‌پرداز که برای منافع مادی شهادت دروغ می‌دهد معرفی کردند و ادعاهایش به‌طور مکرر از سوی دادگاه و رسانه‌های غربی رد شد.[۱۵][۱۶]

## ترور نافرجام
در تاریخ ۲۸ نوامبر ۲۰۱۰ میلادی (۷ آذر ۱۳۸۹) وبگاه ویکی‌لیکس بخش‌هایی از اسناد و گزارش‌های طبقه‌بندی شده وزارت امور خارجه ایالات متحده آمریکا را منتشر کرد. در یکی از این اسناد، متن گزارش محرمانهٔ ترور نافرجام علیرضا نوری‌زاده در آمریکا به وسیله «محمدرضا صادقی‌نیا» شرح داده شده است. پس از افشاگری ویکی‌لیکس، پلیس آمریکا، طرح ترور نافرجام از سوی «محمدرضا صادقی‌نیا» را تأیید کرده است.
علیرضا نوری‌زاده، ماجرای ترور را تأیید کرده است. در تاریخ ۳۰ نوامبر ۲۰۱۰ میلادی، علیرضا نوری‌زاده به العربیه گفت: «پلیس بریتانیا پس از آن برای حمایت من و اعضای خانواده‌ام تدابیر ویژه‌ای به‌کار گرفته است».

## زندگی شخصی
نوری‌زاده پدر نیما نوری‌زاده، کارگردان فیلم ساخته شده در سال ۲۰۱۲ پروژه ایکس و فیلم ساخته شده در سال ۲۰۱۵ افراط آمریکایی، و تهیه‌کننده‌های موسیقی الکترونیک امید ۱۶بی و نوید است.

## ترانه‌شناسی
| نام ترانه      | خواننده | ترانه‌سرا        | آهنگساز        | تنظیم       | سال انتشار |
| -------------- | ------- | --------------- | -------------- | ----------- | ---------- |
| شوکت بودن      | مازیار  | علیرضا نوری‌زاده | صادق نوجوکی    | ناصر چشم‌آذر |            |
| شعرهای عاشقانه | شاهرخ   | علیرضا نوری‌زاده | صادق نوجوکی    | ناصر چشم‌آذر |            |
| زنگ حساب       | ستار    | علیرضا نوری‌زاده | صادق نوجوکی    | صادق نوجوکی |            |
| وطنم           | ستار    | علیرضا نوری‌زاده | فرید زلاند     | فرید زلاند  | ۲۰۱۸       |
| سرود مهرگان    | ابی     | علیرضا نوری‌زاده | تورج شعبانخانی | اریک        | ۲۰۲۱       |

## اسامی مستعار
مطابق کتاب نامهای مستعار نویسندگان و شاعران معاصر ایران از عباس مافی این نویسنده با اسامی مستعار «آرش» و «ع. بیدار» و «ع. شباهنگ» و «ع. ن.» و «ع. ناوک» هم نویسندگی کرده است.